# 250

## Události
- Gótové zaútočili na římskou provincii Moesii
- Z Egypta se do celé římské říše rozšířila epidemie moru
- V Japonsku začalo období Jamato a souběžně s tím také období Kofun
- Rozpad Kušánské říše

#### Probíhající události
- 249–262: Cypriánův mor

## Vědy a umění
- Diofantus z Alexandrie napsal knihu Arithmetica, první odbornou publikaci o algebře

## Narození
- Maximián, římský císař (přesné datum není známo)
- Galerius, římský císař (přesné datum není známo)
- 31. března – Constantius Chlorus, římský císař, otec Konstantina Velikého
- Licinius, římský císař (přesné datum není známo)

## Úmrtí
- 20. ledna – Papež Fabián, zabit v průběhu pronásledování křesťanů
- 12. března – Svatý Pionius, upálen ve Smyrně (* ?)
- ? – Africanus z Kartága, světec
- ? – Alexandr z Kartága, světec
- ? – Maxim z Kartága, světec
- ? – Pompeius z Kartága, světec
- ? – Terentius z Kartága, světec
- ? – Theodor z Kartága, světec

## Hlavy států
- Papež – Fabián (236–250)
- Římská říše – Decius (249–251)
- Perská říše – Šápúr I. (240/241–271/272)
- Kušánská říše – Vášiška (247–267)
- Kavkazská Iberie – Mirdat II. Iberský (249–265)

Indie:
- Guptovská říše – Maharádža Šrí Gupta (240–280)